# Kwaliteitsauditor
Een kwaliteitsauditor is een auditor die zich richt op de verbetering van de kwaliteit van bedrijfsprocessen. Hij hanteert bij zijn werk vaak nationale en internationale normenstelsels als ISO, NKP of EFQM.
Om een kwaliteitsaudit uit te kunnen voeren, zal de kwaliteitsauditor moeten beschikken over kennis van:
- de normen die voor zijn onderzoek van toepassing zijn;
- de wetgeving die geldt voor het object van onderzoek;
- de richtlijnen die door de organisatie worden gegeven;
- het proces, product of dienst dat wordt geaudit;
- de processen waarmee het product of dienst tot stand wordt gebracht;
- het kwaliteitssysteem dat geldt voor het te auditten gebied;
- audittechnieken die voor het onderzoek kunnen worden gebruikt.

Om de kwaliteit van kwaliteitsauditors te kunnen meten, zijn diverse certificeringprogramma’s beschikbaar.